# 特定行政庁
特定行政庁（とくていぎょうせいちょう）は、建築主事を置く地方公共団体の長のこと。建築の確認申請、違反建築物に対する是正命令等の建築行政全般を司る行政機関。
建築基準法第2条第35号に規定されている。

## 概要
建築主事を置く市町村および特別区にあってはそれぞれの長、その他の市町村および特別区では、都道府県知事を指す。
すべての都道府県、および政令で指定した人口25万人以上の市には建築主事の設置が義務づけられている（建築基準法第4条第1項、第5項）。つまり、人口25万人以上の市（政令で指定された市に限る）では建築主事を置くため、市長が特定行政庁となる。25万人未満の市町村の場合（人口が25万人以上であっても政令で指定されていない場合を含む。）、都道府県知事と市町村長の協議によって、建築主事を置くことができ（建築基準法第4条第2項）、この場合になる。人口10万人以上の都市の多くで市長が特定行政庁となっている。
さらに建築基準法第4条第1項又は第2項の規定により建築主事を置いた市町村以外の市町村は、特定の事務のみをあつかう建築主事を置くことができる（建築基準法第97条の2第1項）。この場合は、当該事務についてはその市町村長が特定行政庁になる。
また特別区は、特定の事務を扱う建築主事を、都知事と協議してその同意を得て置くことができる（建築基準法第97条の3）。この場合も当該事務についてはその特別区長が特定行政庁になる。
都道府県は、建築主事の設置が義務づけられているため、都道府県知事は、建築主事を置かない市町村の区域について特定行政庁になる。また、市町村における建築主事が、特定の事務のみをあつかう建築主事の場合は、その建築主事の扱わない事務に関しても都道府県知事が特定行政庁となる。特別区についても、特別区の建築主事の扱わない事務に関しても都知事が特定行政庁となる。
特定行政庁となると、建築主からの建築確認申請に基づく建築確認を行い検査済証を発行することができるほか、建築許可や違反建築物に対する措置命令など建築基準法に基づく行政行為を行うことができる。
特定行政庁にはすべての事務権限を持つ「一般特定行政庁」と、前述のように一部の事務権限を持つ「限定特定行政庁」が存在し、限定特定行政庁が権限を持たない範囲については、都道府県知事が特定行政庁である。